# José Antonio Bazurco y Herrera
José Antonio Bazurco y Herrera fue el décimo obispo de Buenos Aires (1760-1761).

## Biografía
Nació en Buenos Aires el 2 de junio de 1705, hijo de Francisco de Bazurco y de Juana de Herrera Hurtado. Pertenecía a una de las familias fundadoras de la ciudad. Estudió desde muy joven en la Universidad Mayor Real y Pontificia San Francisco Xavier de Chuquisaca, donde se doctoró en teología y derecho. En Lima se ordenó sacerdote.
Se desempeñó como provisor del obispado y luego ocupó el curato de Arche. Luego de pasar por España fue nombrado canónigo tesorero de la catedral de Arequipa. 
En esta ciudad fue consagrado el 2 de mayo de 1759. Fue nombrado obispo del Río de la Plata por el papa Benedicto XIV el 23 de mayo de 1757 para suceder al doctor Cayetano Marcellano y Agramont.
Por hallarse enfermo demoró su viaje llegando a Buenos Aires a fines de febrero de 1760, y tomando posesión de su cargo el 10 de marzo. 
Como obispo impulsó la construcción del Seminario, ubicado frente a la Plaza Mayor y cerca de la Catedral Metropolitana de Buenos Aires, donde hoy se encuentra la jefatura de la Ciudad Autónoma de Buenos Aires y del templo de Santo Domingo, hoy lugar de descanso de los restos del General Manuel Belgrano.
Donó a la Catedral la casa que se encontraba al fondo del templo, que pertenencia a su hermana María Josefa Basurco, tasado en 7.500 pesos, que pagó de su peculio personal, con el fin de extender la nave central y llegar a 110 varas de largo en lugar de las 70 previstas por Juan de Garay. 
Bazurco seguía enfermo al llegar a Buenos Aires y no se recuperó, falleciendo en su ciudad natal el 5 de febrero de 1761. 
Entre sus disposiciones testamentarias pedía que sus restos no fueran embalsamados, lo que fue respetado por el Cabildo eclesiástico. Fue sepultado en la capilla de Nuestra Señora del Carmen. 
El canónigo Arcediano Miguel José de Riglos se hizo cargo provisoriamente de la diócesis hasta la llegada de Monseñor Manuel Antonio de la Torre en noviembre de 1765.
Una calle de la ciudad de Buenos Aires  lleva su nombre en homenaje a su labor.